# نيكولاي جروس
نيكولاي جروس (بالألمانية: Nicolai Groß)‏ (3 فبراير 1990 في ألمانيا - ) هو لاعب كرة قدم ألماني في مركز الهجوم. لعب مع شتوتغارت كيكرز ونادي هايدنهايم ونادي هوفنهايم وFC Astoria Walldorf ‏.

## وصلات خارجية
- نيكولاي جروس على موقع قاعدة بيانات كرة القدم.إي يو (الإنجليزية)
- نيكولاي جروس على موقع بيانات كرة القدم. دي إي (الألمانية)
- نيكولاي جروس على موقع عالم كرة القدم.نت (الإنجليزية)